# HAT-P-26
HAT-P-26, TOI-5632 — одиночная звезда в созвездии Девы на расстоянии приблизительно 462 световых лет (около 141 парсек) от Солнца. Визуальная звёздная величина звезды — +11,76m. Возраст звезды определён около 7,1 млрд лет.
Вокруг звезды обращается, как минимум, две планеты.

## Характеристики
HAT-P-26 — оранжевый карлик спектрального класса K1V, или K1. Масса — около 0,82 солнечной, радиус — около 0,788 солнечного, светимость — около 0,429 солнечной. Эффективная температура — около 4962 K.

## Планетная система
В 2010 году группой астрономов, работающих в рамках проекта HATNet, было объявлено об открытии планеты HAT-P-26 b. Она представляет собой газовый гигант, имеющий массу, равную 0,059 юпитерианской, т.е. сопоставим с массой Нептуна. Расчёты показывают, что половину массы планеты составляет тяжёлое ядро, а вторую половину — водородно-гелиевая атмосфера. Полный оборот вокруг родительской звезды HAT-P-26 b совершает за 4,23 суток. Открытие было совершено транзитным методом. В 2016 году группой астрономов под руководством Кельвина Б. Стивенсона на планете были обнаружены водяные пары, а также отсутствие калия.
В 2024 году группой астрономов, работающих в рамках проекта TESS, было объявлено об открытии планеты HAT-P-26 d.